# Edmund Waller

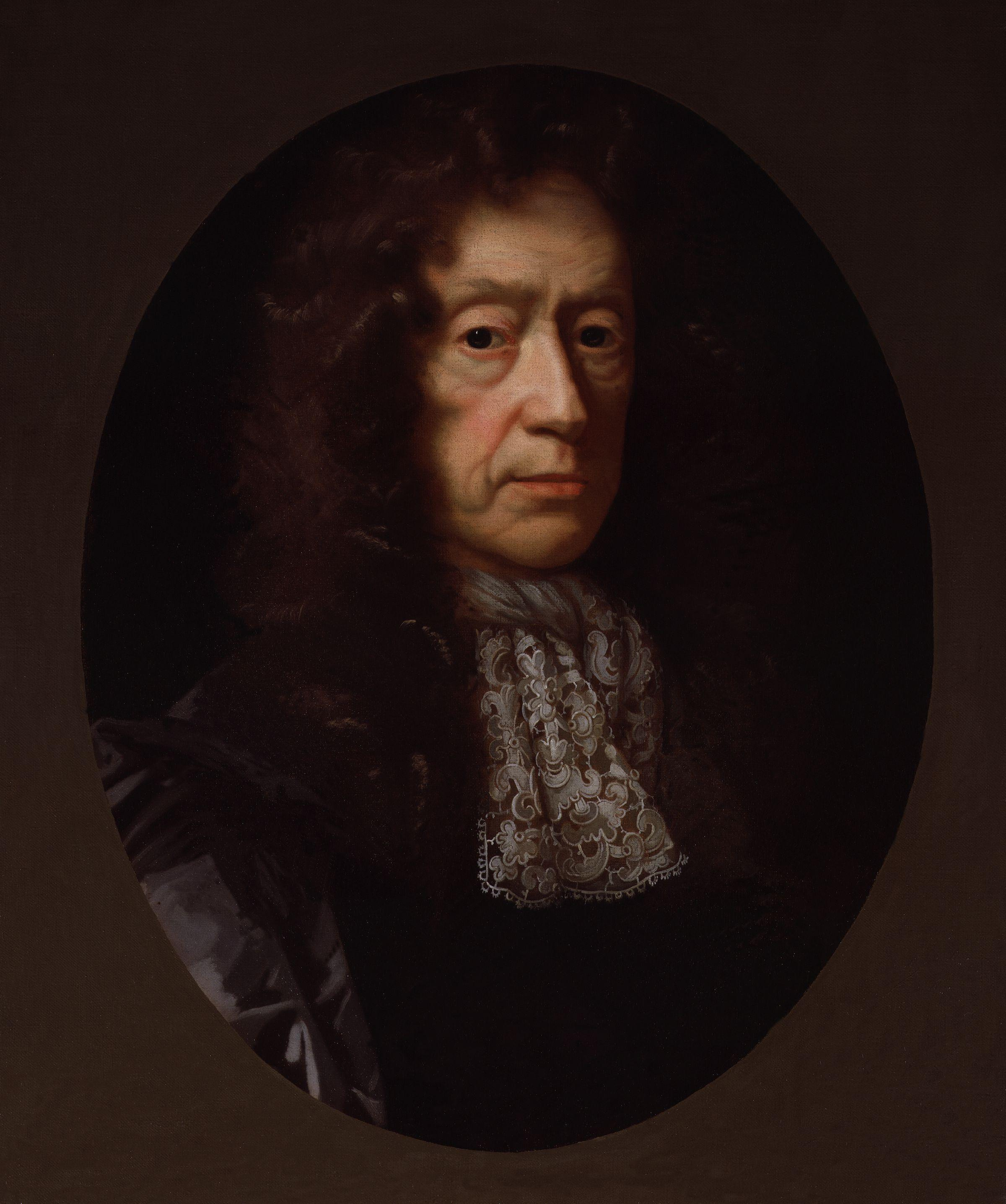
Edmund Waller

Edmund Waller (3 de marzo de 1606 - 21 de octubre de 1687) fue un poeta inglés de finales del siglo XVII. Sus poemas son característicos de la poesía cortesana de la literatura de la Restauración inglesa.Sus poemas son considerados como poemas cantado. En su tiempo, fue uno de los principales poetas de la corte de Carlos II de Inglaterra, aunque John Dryden sea el que más se recuerde.
El estilo de Waller, admirado en su momento, perdió popularidad, con excepción de algunos de sus poemas como Go o Lovely Rose. Carente de imaginación, se dedicó en especial a una creación que se enfrentaba a la evolución de la poesía anglófona, que consideraba que se estaba transformando en violenta y "suficiente".
Algunos críticos consideran a Waller como el padre del dístico de inspiración clásica, título parecido al que se le dio en su momento a Geoffrey Chaucer. Fue sin dudas un precursor del "dístico heroico", teorizado y mejorado poco después por John Dryden y Alexander Pope
- Datos: Q1033351
- Multimedia: Edmund Waller / Q1033351